# Nordlig silversalamander
Nordlig silversalamander (Plethodon glutinosus) är ett stjärtgroddjur i familjen lunglösa salamandrar, som finns i östra USA.

## Utseende
Den nordliga silversalamandern är svart med flera gulbruna och/eller vita fläckar. Buksidan är även den fläckig, men grundfärgen är vanligtvis ljusare. Huden har flera körtlar som ger ifrån sig ett segt slem. Längden varierar mellan 12 och 17 cm. Arten har inget egentligt larvstadium, även om ungarna kan kläckas med små gälar som snart försvinner, men de har en betydligt ljusare grundfärg än de vuxna; buksidan är helt opigmenterad. 

## Taxonomi
Laboratorieundersökningar har givit vid handen att den nordliga silversalamandern bör uppfattas som ett komplex bestående av minst 13 skilda arter, men på grund av att det är mycket svårt till omöjligt att skilja dem åt i fält, betraktas den fortfarande oftast som en enskild art. De föreslagna arterna är (alla i USA):
- Plethodon albagula Grobman, 1944
- Plethodon chattahoochee Highton, Maha & Maxson, 1989
- Plethodon chlorobryonis Mittleman, 1951
- Plethodon cylindraceus Harlan, 1825
- Plethodon glutinosus Green, 1818
- Plethodon grobmani Allen and Neill, 1949
- Plethodon kiamichi Highton, 1989
- Plethodon kisatchie Highton, 1989
- Plethodon mississippi Highton, 1989
- Plethodon ocmulgee Highton, 1989
- Plethodon savannah Highton, 1989
- Plethodon sequoyah Highton, 1989
- Plethodon variolatus Gilliams, 1818

## Utbredning
Arten finns i östra USA från södra New Hampshire samt västra Connecticut och New York (delstaten) söderut till centrala Florida. Västerut går den till Missouri, östra Oklahoma och Texas (med undantag för den nordligaste delen).

## Vanor
Den nordliga silversalamandern lever främst i gammal lövskog, även om den också kan återfinnas i barrskog, då främst äldre sådan. Den uppehåller sig i sluttningar, djupa dalar, under grenar och småstenar, bland lövförna och i sprickor i klippor och lerbankar. Den har också påträffats i grottor. Den gräver ner sig för att undgå uttorkning och för att övervintra. Arten kan bli över 5 år gammal. Båda könen hävdar revir. Födan består framför allt av myror, men också skalbaggar, gråsuggor, daggmaskar och andra ryggradslösa djur. Kannibalism förekommer.

### Fortplantning
Lektiden inträffar i början av april, även om åtminstone vissa populationer tycks leka betydligt senare. Inför parningen blir hanens haka och fötter först skära och senare klarröda, liksom de vita fläckarna på ryggen. Leken inleds med en komplicerad dans av hanen, innan han avsätter en spermatofor som honan tar upp. Honan kan bevara sperman inom sig, och äggen kan läggas mellan vår och höst. De 4 till 12 äggen läggs på land, på fuktiga ställen som under barken på murket trä eller i grottor. Honan vaktar äggen energiskt. De kläckta ungarna har inget egentligt larvstadium, och är redan från början landlevande. De blir könsmogna vid omkring 2 års ålder, även om honan i regel inte börjar lägga ägg förrän närmare treårsåldern.